# Аджлун (мухафаза)
Аджлу́н — (араб. محافظة عجلون‎) — мухафаза на северо-западе Иордании.
- Административный центр — Аджлун.
- Площадь — 420 км², население — 143 700 человек (2012 год).

## География
На севере и западе граничит с мухафазой Ирбид, на юго-востоке с мухафазой Джараш, на юге с мухафазой Эль-Балка.

## Административное деление
Аджлун разделён на 2 района:
1. Аджлун — Ajlun
2. Куфранджа — Kofranjah

## Населённые пункты
- Айн-Джанна
- Анджара
- Дейр-эс-Сумадия-эль-Джануби
- Дейр-эс-Сумадия-эш-Шамали
- Заатара
- Иштафайна
- Кафр-эд-Дурра
- Ластаб
- Михна
- Сахра
- Умм-эль-Манаби
- Умм-эль-Хашаб
- Халава
- Халет-Варда
- Халет-Салим
- Хашиба-эль-Фаука
- Хирбет-эс-Сук
- Эз-Зарраа
- Эль-Вахадина
- Эль-Джебель-эль-Ахдар
- Эль-Фахира
- Эль-Ханаш
- Эль-Хашимия
- Эс-Савван
- Эс-Сафсафа
- Эс-Сахина
- Эт-Тайяра
- Эш-Шакара